# 超絶★学園 〜ときめきHighレンジ!!!〜
『超絶★学園 〜ときめきHighレンジ!!!〜』（ちょうぜつがくえん 〜ときめきハイレンジ!!!〜）は、SUPER☆GiRLSの5枚目のオリジナルアルバム。2019年12月25日にiDOL Streetから発売された。

## 概要
CD+Blu-ray Disc、CDのみ、mu-moショップ・イベント会場限定盤（CD+Blu-ray Disc）の3形態で発売。なお、CDの収録曲は全形態共通である。
2016年に発売された『SUPER★CASTLE』以来、約3年半ぶりのアルバム作品で、SUPER☆GiRLSが第4章になってから初めてのアルバムである。 石橋蛍は2019年12月31日をもって卒業したため、石橋が参加する最後の作品となった。なお、石橋は制作途中で体調不良により活動を休止したため、レコーディングに参加できていない楽曲もある。
2019年7月より「メンバー11人全員センター曲11曲連続発表！」という施策をおこなっており、毎月2曲程度の新曲が発表され、ミュージックカード（mu-moショップおよびイベント会場限定商品）として発売されている。それらの楽曲はすべて今作に収録されている。
初披露されたライブは次の通り。
| 曲名                      | 日付           | ライブ名                                                              | 場所                                      |
| ------------------------- | -------------- | --------------------------------------------------------------------- | ----------------------------------------- |
| コングラCHUレーション!!!! | 2018年12月19日 | SUPER☆GiRLS 超LIVE 2018 8th DEBUT Anniversary 〜NEW GENERATIONS!!!!〜 | TSUTAYA O-EAST                            |
| ナツカレ★バケーション     | 2019年3月24日  | 超絶FM presents SUPER☆GiRLS LIVE 2019                                 | Mt.RAINIER HALL SHIBUYA PLEASURE PLEASURE |
| White Melody              | 2019年6月14日  | SUPER☆GiRLS 9th Birthday Live                                         | 渋谷ストリームホール                      |
| POP!! POP!! POP!!         | 2019年6月14日  | SUPER☆GiRLS 9th Birthday Live                                         | 渋谷ストリームホール                      |
| 情熱RUNNER                | 2019年7月20日  | SEKIGAHARA IDOL WARS 2019〜関ケ原唄姫合戦〜                           | 桃配運動公園                              |
| NIJI色SKY                 | 2019年7月27日  | 六本木アイドルフェスティバル2019                                      | 六本木ヒルズアリーナ                      |
| 片想いのシンデレラ        | 2019年8月3日   | TOKYO IDOL FESTIVAL 2019 2日目                                        | お台場・青海周辺エリア                    |
| 感情キャンバス            | 2019年9月14日  | SUPER☆GiRLS 超絶★学園LIVE 〜私を愛してくれませんか〜                  | 品川インターシティーホール                |
| Please stay with me       | 2019年9月14日  | SUPER☆GiRLS 超絶★学園LIVE 〜私を愛してくれませんか〜                  | 品川インターシティーホール                |
| 青春キラリ                | 2019年10月19日 | SUPER☆GiRLS 超絶★学園LIVE 〜ときめきフェスティバル〜                  | 北とぴあ さくらホール                     |
| 太陽の雫                  | 2019年10月19日 | SUPER☆GiRLS 超絶★学園LIVE 〜ときめきフェスティバル〜                  | 北とぴあ さくらホール                     |
| ときめきHighレンジ!!!     | 2019年10月19日 | SUPER☆GiRLS 超絶★学園LIVE 〜ときめきフェスティバル〜                  | 北とぴあ さくらホール                     |
| 夜空にMerryX'mas          | 2019年11月2日  | SUPER☆GiRLS ワンマンライブ新体制"大阪"初上陸スパガやで！              | ESAKA MUSE                                |
| 夢限大FOREVER             | 2019年12月22日 | SUPER☆GiRLS NEW ALBUM SHOWCASE                                        | 横浜ベイホール                            |

今作では「メンバー11人全員センター曲11曲連続発表！」という施策を行ったこともあり、前作まではユニット曲が必ず3曲 収録されていたが、今作には収録されていない。

## 収録曲

### CD
1. Welcome to ♥ S☆G Show!! V [1:31]
作曲・編曲：鈴木Daichi秀行
2. ときめきHighレンジ!!! [3:49]
作詞・作曲：多田慎也、編曲：島田尚
本作のリードトラック。渡邉幸愛センター曲。
3. コングラCHUレーション!!!! [4:24]
作詞：Litz、作曲・編曲：中野領太
21stシングル。井上真由子センター曲。
4. 青春キラリ [4:34]
作詞：丸山真由子・BOUNCEBACK 、作曲：丸山真由子、編曲：清水武仁
※松本愛花センター曲
5. 片想いのシンデレラ [4:32]
作詞：鈴木まなか、作曲・編曲：山下洋介
23rdシングル。阿部夢梨センター曲。
6. POP!! POP!! POP!! [3:01]
作詞・作曲・編曲：yuuki odagiri
※石丸千賀センター曲
7. 感情キャンバス [4:32]
作詞：SaKy、作曲：太田晴之、編曲：阿部寛太
※石橋蛍センター曲
8. NIJI色SKY [4:19]
作詞：Litz、作曲：山田竜平、編曲：清水武仁
※長尾しおりセンター曲
9. ナツカレ★バケーション [4:49]
作詞：Litz、作曲：多田慎也、編曲：島田尚
22ndシングル。阿部夢梨センター曲。
10. 情熱RUNNER [4:11]
作詞：Mio Aoyama、作曲：真下正樹、編曲：鈴木Daichi秀行
※坂林佳奈センター曲
11. 太陽の雫 [4:55]
作詞：NOBE、作曲：五戸力、編曲：渡辺徹
※金澤有希センター曲
12. White Melody [4:20]
作詞：miyakei、作曲：大智・児山啓介、編曲：児山啓介
※樋口なづなセンター曲
13. 夜空にMerryX'mas [4:39]
作詞：Litz、作曲・編曲：悠木真一
※井上真由子センター曲
14. Please stay with me [5:16]
作詞：PA-NON・Agree2、作曲：PA-NON、編曲：山﨑佳祐
※門林有羽センター曲
15. 夢限大FOREVER [4:09]
作詞：Mio Aoyama、作曲：山田智和、編曲：住谷翔平

### Blu-ray Disc

#### 通常盤
1. コングラCHUレーション!!!!（Music Video）
2. ナツカレ★バケーション（Music Video）
3. 片想いのシンデレラ（Music Video）
4. ときめきHighレンジ!!!（Music Video）
5. ときめきHighレンジ!!!（Music Video Making）

#### mu-moショップ・イベント会場限定盤
1. コングラCHUレーション!!!!（Music Video）
2. ナツカレ★バケーション（Music Video）
3. 片想いのシンデレラ（Music Video）
4. White Melody（Music Video）
5. POP!! POP!! POP!!（Music Video）
6. 情熱RUNNER（Music Video）
7. NIJI色SKY（Music Video）
8. 感情キャンバス（Music Video）
9. Please stay with me（Music Video）
10. 青春キラリ（Music Video）
11. 太陽の雫（Music Video）
12. 夜空にMerryX'mas（Music Video）
13. ときめきHighレンジ!!!（Music Video）
14. ときめきHighレンジ!!!（Music Video Making）

## 音楽配信

### リリース日まで
本作品の収録曲は2019年7月から毎月2曲ずつ(9月は「片想いのシンデレラ」のみ)配信限定でリリースされていった。ハイレゾ音源も同時にリリースされた。「ときめきHighレンジ!!!」、「夜空にMerryX'mas」の2曲は本作と同時リリースという形になった。配信限定リリースでは各曲のInstrumentalも配信されたので、これらをプレイリスト等でまとめるとアルバム収録曲のうち「Welcome to ♥ S☆G Show!! Ⅴ」、「夢限大FOREVER」以外の13曲のInstrumentalをアルバムのように聴くことができる。
本作品の収録曲のMVも2019年7月から毎月1日に2曲ずつ(9月、12月は1曲のみ)YouTube限定でショートバージョンが配信された。9月18日からはYouTubeの有料会員向けに「片想いのシンデレラ」のフルバージョンも配信された。しかし、本作品のリリースを記念するという名目で12月14日から毎日1曲ずつ(12月22日は除く)YouTube限定でフルバージョンが配信されるようになった。これらは無料会員でも見ることが可能であった。12月18日には「片想いのシンデレラ」のフルバージョンのMVをYouTubeの無料会員でも見られるようになった。さらに、12月22日にはSUPER☆GiRLSメジャーデビュー9周年を記念するという名目でSUPER☆GiRLSの過去のMVをフルバージョンで無料会員でも見られるようになった。この時に「コングラCHUレーション!!!!」、「ナツカレ★バケーション」のMVをフルバージョンで無料会員でも見られるようになった。この結果、MVのない「Welcome to ♥ S☆G Show!! Ⅴ」、「夢限大FOREVER」以外の13曲のMVをYouTubeの無料会員でもフルバージョンで見ることができるようになった。
ここまでの経緯をまとめると次の通り。
| 曲名                      | 音源の配信日 | MVの配信日(ショート ver.) | MVの配信日(フル ver.) |
| ------------------------- | ------------ | ------------------------- | --------------------- |
| コングラCHUレーション!!!! | 2月27日      | 1月12日                   | 12月22日              |
| ナツカレ★バケーション     | 6月12日      | 5月3日                    | 12月22日              |
| White Melody              | 7月17日      | 7月1日                    | 12月14日              |
| POP!! POP!! POP!!         | 7月17日      | 7月1日                    | 12月15日              |
| 情熱RUNNER                | 8月21日      | 8月1日                    | 12月16日              |
| NIJI色SKY                 | 8月21日      | 8月1日                    | 12月17日              |
| 片想いのシンデレラ        | 9月18日      | 9月1日                    | 12月18日              |
| 感情キャンバス            | 10月23日     | 10月1日                   | 12月19日              |
| Please stay with me       | 10月23日     | 10月1日                   | 12月20日              |
| 青春キラリ                | 11月20日     | 11月1日                   | 12月21日              |
| 太陽の雫                  | 11月20日     | 11月1日                   | 12月23日              |
| 夜空にMerryX'mas          | 12月25日     | 12月1日                   | 12月24日              |
| ときめきHighレンジ!!!     | 12月25日     | 10月19日                  | 12月25日              |

### リリース日以降
CDの発売日にあたる12月25日に「超絶★学園 〜ときめきHighレンジ!!!〜」として全曲配信および「ときめきHighレンジ!!!」のMVの配信開始。なお、「ときめきHighレンジ!!!」以外の収録曲のMVの配信は既発シングル曲のMVを除きYouTubeおよびYouTube Musicでのみ配信されている。ハイレゾ音源も同日に配信開始した。
太字の配信サービスはハイレゾ音源を配信している。「MV」は「ときめきHighレンジ!!!」のMVも配信していることを示す。

## イベント
収録曲の一部はミュージックカード（mu-moショップおよびイベント会場限定商品）として発売されているため、そのイベントについても記載する。
| 日程           | 公演名 | 会場             | 備考 |
| -------------- | --- | ---------------- | --- |
| 2019年 7月21日 | ｢White Melody / POP!!POP!!POP!!｣ / ｢POP!!POP!!POP!! / White Melody｣ 発売記念mu-moショップイベント             | エイベックスビル | 個別握手会4部制・個別撮影会4部制・グループ撮影会2部制・オシバト会2部制。mu-moショップでの参加券付き商品購入者対象。                                              |
| 8月24日        | ｢情熱RUNNER / NIJI色SKY｣ / ｢NIJI色SKY / 情熱RUNNER｣ 発売記念mu-moショップイベント                             | エイベックスビル | 個別握手会4部制・個別撮影会4部制・グループ撮影会2部制・オシバト会2部制。mu-moショップでの参加券付き商品購入者対象。                                              |
| 10月27日       | ｢感情キャンバス / Please stay with me｣ / ｢Please stay with me / 感情キャンバス｣ 発売記念mu-moショップイベント | エイベックスビル | 個別握手会4部制・個別撮影会4部制・グループ撮影会2部制・オシバト会2部制。mu-moショップでの参加券付き商品購入者対象。                                              |
| 11月30日       | ｢青春キラリ / 太陽の雫｣ / ｢太陽の雫 / 青春キラリ｣ 発売記念mu-moショップイベント                               | エイベックスビル | 個別握手会4部制・個別撮影会4部制・グループ撮影会2部制・オシバト会2部制・「超絶★ちょっとはやいクリスマスVIP会」1部制。mu-moショップでの参加券付き商品購入者対象。 |
| 12月28日       | ｢ときめきHighレンジ!!! / 夜空にMerryX'mas｣ 発売記念mu-moショップイベント                                      | エイベックスビル | 個別握手会4部制・個別撮影会4部制・グループ撮影会2部制・オシバト会2部制・個別VIP会&プチ個別VIP会1部制。mu-moショップでの参加券付き商品購入者対象。                |

| 日程           | 公演名                                  | 会場                         | 備考 |
| -------------- | --------------------------------------- | ---------------------------- | --- |
| 2019年 12月1日 | ネットサイン会                          | LINE LIVE                    | ソロカットアーティスト写真へのサイン会。                                                                                               |
| 12月14日       | ネットサイン会                          | LINE LIVE                    | メンバーの選んだソロカット写真へのサイン会。                                                                                           |
| 12月3日        | リリース記念イベント                    | HMV札幌ステラプレイス        | トークショー・グループロング握手会・ハイタッチ&個別撮影会。渡邉・金澤・樋口が参加。                                                    |
| 12月5日        | リリース記念イベント                    | HMV三宮オーパ                | トークショー・グループロング握手会・ハイタッチ&個別撮影会。金澤・坂林・井上・門林・松本が参加。                                        |
| 12月7日        | リリース記念イベント                    | ららぽーと立川立飛           | ミニライブ・ロンググループ握手会・ハイタッチ&グループ撮影会。                                                                          |
| 12月9日        | リリース記念イベント                    | タワーレコード金沢フォーラス | トークショー・グループロング握手会・ハイタッチ&個別撮影会。阿部・長尾が参加。                                                          |
| 12月10日       | リリース記念イベント                    | タワーレコード福岡パルコ     | トークショー・グループロング握手会・ハイタッチ&個別撮影会。渡邉・石丸が参加。                                                          |
| 12月25日       | リリース記念イベント                    | タワーレコード渋谷           | ミニライブ・ロンググループ握手会・ハイタッチ&グループ撮影会。                                                                          |
| 2020年 1月11日 | リリース記念イベント                    | OCAT                         | ミニライブ・ロンググループ握手会・ハイタッチ&グループ撮影会。                                                                          |
| 1月12日        | リリース記念イベント                    | あべのキューズモール         | ミニライブ・ロンググループ握手会・ハイタッチ&グループ撮影会。                                                                          |
| 12月29日       | 発売記念購入者対象mu-moショップイベント | エイベックスビル             | 個別ロング握手会4部制・個別撮影会2部制・グループ撮影会1部制・個別VIP会&プチ個別VIP会1部制。mu-moショップでの参加券付き商品購入者対象。 |
| 2020年 1月13日 | 発売記念購入者対象mu-moショップイベント | 大阪南港ATC                  | 個別ロング握手会4部制・個別撮影会2部制・グループ撮影会1部制・個別VIP会&プチ個別VIP会1部制。mu-moショップでの参加券付き商品購入者対象。 |
| 1月26日        | 発売記念購入者対象mu-moショップイベント | 東京ソラマチ                 | 個別ロング握手会4部制・個別撮影会2部制・グループ撮影会1部制・個別VIP会&プチ個別VIP会1部制。mu-moショップでの参加券付き商品購入者対象。 |